# Saparua (langue)
Le saparua est une langue austronésienne parlée dans les îles Moluques dans l’Est de l’Indonésie.